# Анно-Ребриковская
А́нно-Ре́бриковская — слобода в Чертковском районе Ростовской области. 
Входит в состав Щедровского сельского поселения.

## География
Слобода расположено на крайнем северо-западе Чертковского района, у государственной границы с Украиной и административной границы с Воронежской областью, в пределах Донской гряды, относящейся к Восточно-Европейской равнине, у истоков реки Калитва (левый приток Северского Донца). Рельеф местности — холмисто-равнинный, сильно расчленённый овражно-балочной сетью. Слобода окружена полями, имеются полезащитные насаждения. Высота центра населённого пункта — 206 метров над уровнем моря.
По автомобильным дорогам расстояние до административного центра сельского поселения села Щедровка — 16 км, до районного центра посёлка Чертково — 40 км, до областного центра города Ростов-на-Дону — 320 км, до ближайшего города Миллерово — 110 км.
Часовой пояс
Анно-Ребриковская, как и вся Ростовская область, находится в часовой зоне МСК (московское время). Смещение применяемого времени относительно UTC составляет +3:00.

## История
Дата основания не установлена. Как хутор Аннинской населённый пункт обозначен на десятивёрстной карте Шуберта 1840 года. Слобода Аннинская обозначена на карте Европейской России и Кавказского края 1862 года. На карте Области Войска Донского 1876 года слобода обозначена под названием близким к современному Анновско-Ребрикова. Тем не менее, на более поздних картах слобода обозначалась как Анновская (1893 год), Анновка (1900 год). В 1893 году слобода относилась к Донецкому округу Области Войска Донского. На карте 1939 года издания обозначена как Анново-Ребриково. Под современным названием слобода впервые обозначена на карте СССР 1946 года.

## Население
| 2010 |
| ---- |
| 612  |

## Улицы
- ул. Киевская,
- ул. Лесная,
- ул. Садовая,
- ул. Советская,
- ул. Чаговца,
- ул. Южная.